# Sandra Greaves
Sandra Greaves (17 de junio de 1963) es una deportista canadiense que compitió en judo. Ganó una medalla de oro en los Juegos Panamericanos de 1987, y tres medallas de plata en el Campeonato Panamericano de Judo en los años 1984 y 1988.

## Palmarés internacional
| Juegos Panamericanos    | Juegos Panamericanos          | Juegos Panamericanos | Juegos Panamericanos |
| Año                     | Lugar                         | Medalla              | Categoría            |
| ----------------------- | ----------------------------- | -------------------- | -------------------- |
| 1987                    | Indianápolis (Estados Unidos) | Medalla de oro       | –66 kg               |
| Campeonato Panamericano |                               |                      |                      |
| Año                     | Lugar                         | Medalla              | Categoría            |
| 1984                    | Ciudad de México (México)     | Medalla de plata     | –66 kg               |
| 1985                    | La Habana (Cuba)              | Medalla de plata     | –66 kg               |
| 1988                    | Buenos Aires (Argentina)      | Medalla de plata     | –66 kg               |